# Giuliano Pazzaglini
Giuliano Pazzaglini (Camerino, 29 aprile 1968) è un politico italiano, senatore della Lega Nord dal 2018 al 2022 e più volte sindaco di Visso.

## Biografia
Consigliere comunale con la Democrazia Cristiana a Castelsantangelo sul Nera dal 1990 al 1995, è stato sindaco di Visso dal 2001 al 2009 e poi nuovamente dal 2014 al 2019. 
Viene eletto senatore con la Lega per Salvini Premier nella circoscrizione Marche alle elezioni politiche del 4 marzo 2018, termina il mandato parlamentare nel 2022.